# Колосовская, Дарья Ивановна
Дарья Ивановна Колосовская (род. 19 апреля 1996, Братск, Россия) — российская профессиональная баскетболистка, играющая на позиции лёгкого форварда баскетбольного клуба «Надежда».

## Карьера
Дарья родилась в городе Братск, Иркутской области. Баскетболом начала заниматься в 2002 году под руководством собственной бабушки, тренера Светланы Колосовской. И хотя в детстве успела позаниматься во многих секциях, неизменно возвращалась на баскетбольную площадку.
Дарья Колосовская:
Стала ходить на тренировки, а так как я была очень маленькой, у меня не было ещё своей группы, я тренировалась с более старшими. Всему начала учиться. Бабушка брала на все соревнования, но я ещё не играла, только смотрела. Потом вот стала по старшим играть. Потом меня увидели, забрали в Москву
С 2009 года Дарья Колосовская в структуре ЖБК «Спарта&К» (город Видное, Московская область). Выступала за детско-юношеские команды, молодежную команду «Спарта&К-2», а с сезона 2014/2015 — за основную команду.
Дарья выступала за юношеские сборные России всех возрастов. Наиболее значимыми достижениями стали победа на чемпионате Европы среди девушек не старше 18 лет в португальском Матозиньюше.в 2014 г. и серебряная медаль чемпионата мира U19 в подмосковном Чехове в 2015 г. По итогам чемпионата Европы U18 форвард «Спарты» и капитан российской сборной Дарья Колосовская стала самым полезным игроком турнира! В ходе яемпионата Европы в среднем она проводила на площадке 35,5 мин (лучший показатель), набирала 15,3 очка (второе место), делала 4,9 подбора, 2,0 передачи и 1,9 перехвата. На домашнем мировом первенстве среди девушек не старше 19 лет Дарья вновь была капитаном команды, и вновь отличилась — вошла в символическую пятерку чемпионата.
Дарья Колосовская:
Не смогли сдержать высоких игроков соперниц. Они очень много нам забили в быстрых отрывах. Из-за этого у них появились крылья, они почувствовали игру, а нам было очень тяжело догонять, так как американки уже играли на кураже.
Согласна, что серебро— хороший результат, но хотели большего, ведь играли в родных стенах. Выложились на все 100 процентов. Значит, где-то были слабее. Были нацелены только на победу. Понимаю, что все команды хотят занять первое место, но когда вышли в финал, терять нам было уже нечего, играли в свою игру.
21 ноября 2016 г. Дарья Колосовская впервые сыграла за национальную сборную России. Дебют пришелся на старт отборочного турнира чемпионата Европы 2017. В первом матче российская команда обыграла Болгарию — 72:39. Именно этот поединок против болгарской команды и стал дебютным для Дарьи. Нападающая провела на паркете 11 минут, набрала 5 очков, сделала 3 подбора и отдала 2 результативных передачи.

## Достижения

### Командные
2016 — бронзовый призер чемпионата Европы U20 (сборная России)
2015 — серебряный призер чемпионата мира U19 (сборная России)
2015, 2016 — серебряный призер Кубка России («Спарта&К»)
2014 — победитель чемпионата Европы среди девушек не старше 18 лет (сборная России)
2012 — бронзовый призер чемпионата Европы среди девушек не старше 16 лет (сборная России)
2013, 2014, 2015 — чемпионка первенства России среди молодежных команд Премьер-лиги («Спарта&К-2»)
2012, 2013 — чемпионка первенства ДЮБЛ среди девушек («Спарта&К»)

### Персональные
2015 — член символической пятерки чемпионата мира U19
2015 — лучший тяжелый форвард Молодежного чемпионата России 2014—2015
2014 — номинант на звание «Лучшая молодая баскетболистка 2014 года по версии ФИБА Европа»
2014 — самый ценный игрок чемпионата Европы среди девушек не старше 18 лет
2014 — самый ценный игрок первенства России среди молодёжных команд Премьер-лиги